# Mika Chunuonsee
Mika Chunuonsee (in thailandese มิก้า ชูนวลศรี; Bridgend, 26 marzo 1988) è un calciatore thailandese, difensore.

## Caratteristiche tecniche
È una terzino destro.

## Carriera

### Club
Ha giocato nella seconda divisione gallese con Bryntirion Athletic ed Afan Lido, mentre con il Neath Athletic ha giocato 5 partite nella prima divisione gallese. Dal 2009 gioca invece nella prima divisione thailandese. Tra il 2017 ed il 2019 ha inoltre giocato anche 2 partite in AFC Champions League, entrambe con la maglia del Bangkok Utd.

### Nazionale
Nato in Galles da madre gallese e padre thailandese, ha scelto di optare per la nazionalità paterna dopo aver militato nelle selezioni giovanili gallesi.
Con la nazionale thailandese ha preso parte alla Coppa d'Asia 2019, in cui è sceso in campo in 3 occasioni, 2 delle quali da titolare; tra il 2016 ed il 2019 ha giocato complessivamente 7 partite con la nazionale thailandese.

## Statistiche

### Cronologia presenze e reti in nazionale
| Cronologia completa delle presenze e delle reti in nazionale ― Thailandia | Cronologia completa delle presenze e delle reti in nazionale ― Thailandia | Cronologia completa delle presenze e delle reti in nazionale ― Thailandia | Cronologia completa delle presenze e delle reti in nazionale ― Thailandia | Cronologia completa delle presenze e delle reti in nazionale ― Thailandia | Cronologia completa delle presenze e delle reti in nazionale ― Thailandia | Cronologia completa delle presenze e delle reti in nazionale ― Thailandia | Cronologia completa delle presenze e delle reti in nazionale ― Thailandia |
| Data                                                                      | Città                                                                     | In casa                                                                   | Risultato                                                                 | Ospiti                                                                    | Competizione                                                              | Reti                                                                      | Note                                                                      |
| ------------------------------------------------------------------------- | ------------------------------------------------------------------------- | ------------------------------------------------------------------------- | ------------------------------------------------------------------------- | ------------------------------------------------------------------------- | ------------------------------------------------------------------------- | ------------------------------------------------------------------------- | ------------------------------------------------------------------------- |
| 10-01-2019                                                                | Dubai                                                                     | Bahrein                                                                   | 0 – 1                                                                     | Thailandia                                                                | Coppa d'Asia 2019 - 1º turno                                              | -                                                                         | 80’                                                                       |
| 14-01-2019                                                                | al-'Ayn                                                                   | Emirati Arabi Uniti                                                       | 1 – 1                                                                     | Thailandia                                                                | Coppa d'Asia 2019 - 1º turno                                              | -                                                                         | 31’                                                                       |
| 20-01-2019                                                                | al-'Ayn                                                                   | Thailandia                                                                | 1 – 2                                                                     | Cina                                                                      | Coppa d'Asia 2019 - Ottavi di finale                                      | -                                                                         |                                                                           |
| Totale                                                                    |                                                                           | Presenze                                                                  | 3                                                                         |                                                                           | Reti                                                                      | 0                                                                         |                                                                           |